# Juulia Kauste
Juulia Kauste (n. 1967) es una socióloga e historiadora del arte finesa.

## Biografía
Licenciada en Historia del Arte por la Universidad de Helsinki, se trasladó después a Estados Unidos donde se licenció en Sociología en The New School de Nueva York, misma universidad en la que se doctoró tras cursar un máster en Estudios Urbanos en la Universidad de Wisconsin, Milwaukee. Vivió durante veinte años en Nueva York donde fue, desde 1997, directora ejecutiva del Instituto Cultural de Finlandia. Allí produjo y fue comisaria de grandes exposiciones internacionales itinerantes sobre temáticas de arte, diseño y arquitectura. También fue miembro del jurado del Premio Europeo del Espacio Público Urbano en las ediciones de 2012 a 2016 y ha sido directora del Museo de Arquitectura Finlandesa (Helsinki) de 2010 a 2017. También en Nueva York fue profesora adjunta en la Parsons New School, donde impartió cursos de historia del diseño, sostenibilidad y sociología urbana de 1997 a 2011. Entre sus últimos proyectos se encuentran Eero Saarinen: Shaping the Future, Sauma: Design as Cultural Interface, F2F: New Media Art from Finland, Paper+Finland=Art y Architecture in Between, así como la serie de actos anuales bajo el título New Finnish Design, organizados conjuntamente con la Semana de Diseño de Nueva York entre los años 2008 y 2010.